# Zakutnica
Zakutnica – wieś w Bośni i Hercegowinie, w Federacji Bośni i Hercegowiny, w kantonie sarajewskim, w gminie Ilijaš. Zamieszkiwana była przez Serbów.
W 2013 roku była niezamieszkana.